# Dictyonissus griphus
Dictyonissus griphus är en insektsart som beskrevs av Philip Reese Uhler 1876. Dictyonissus griphus ingår i släktet Dictyonissus och familjen sköldstritar. Inga underarter finns listade i Catalogue of Life.